# Rocket 88
«Rocket „88“» («Rocket 88») — песня, написанная в 1951 году американским музыкантом Айком Тернером, и записанная в том же году его группой The Kings of Rhythm. Некоторыми критиками считается первой записью в жанре рок-н-ролла.

## Основная версия
За основу песни была взята композиция «Cadillac Boogie» Джимми Лиггинса 1947 года. Название «Rocket 88» отсылает к автомобилю марки «Oldsmobile 88» в той же мере, как песня «Cadillac Boogie» отсылала к Кадиллаку; таким образом видна связь между обеими композициями.
Песня была записана Айком Тёрнером и его группой The Kings of Rhythm 3 (или 5) марта 1951 года в мемфисской студии Сэма Филлипса.
Запись является одним из ранних примеров гитарного дисторшна Вокальную партию исполняет Джеки Бренстон, 20-летний саксофонист группы. Именно под его именем (Jackie Brenston and his Delta Cats) пластинка была выпущена на Chess Records. На этикетке Джеки Бренстон был также обозначен как автор композиции «Rocket 88», что вызвало неудовольствие Тёрнера.
В июне 1951 года сингл с песней «Rocket 88» поднялся на 1-е место в хит-параде журнала «Биллборд» в категории «ритм-энд-блюз».
Сингл  «Got My Mojo Working»/«Rocket 88» в исполнении Мадди Уотерса и Джеки Бренстона стал победителем Blues Music Awards 1983 года в номинации «Песня года»

## Версия Билла Хэйли
На волне успеха «Rocket 88», продюсер и основатель небольшой компании Palda Record Company Дэйв Миллер решил записать «белую» версию этой песни. Он начал искать подходящего певца, который бы смог адаптировать запись Джеки Бренстона, и остановил свой выбор на кантри-вестерн-исполнителе по имени Билл Хэйли, лидере группы The Saddle Men. На одном из концертов Дэйв Миллер изложил музыкантам суть идеи и предложил Биллу записать ритм-н-блюзовую композицию.
По поводу реакции музыкантов на это необычное для того времени предложение мнения расходятся. По словам Дэйва Миллера, Билл Хэйли не был настроен записывать эту «грёбаную ниггерскую музыку» (англ. „f***ing nigger music“) и ему нужны были настойчивые убеждения.
Эта версия не совпадает с воспоминаниями давнего друга Билла Хэйли, Слим Джима, который утверждал, что Билл Хэйли давно уже хотел сделать нечто подобное. Когда они впервые увиделись после войны, Билл Хэйли сказал, что хочет собрать особенную группу для новой музыки. Он сказал, что слышал музыку, которая была более живая, чем наша, она была очень зажигательна. Он хотел сочетать её с нашей и создать что-то действительно новое. Это будет вроде смеси диксиленда и хиллбилли. Слим Джим ответил: «Ну, и кто будет это слушать, если ты так сделаешь?… Тем не менее, я сказал ему, что постараюсь в этом помочь».
По словам самого Билла Хэйли, на радиостанции WPWA в Честере, где он был диск-жокеем, он слушал расовую программу «Judge Rhythm’s Court», которая, возможно, очень на него повлияла. Следом за расовой программой в эфире шла программа Билла Хэйли «Bill’s Western Swing Hour», где он проигрывал зажигательные вестерн-свинг-пластинки Спейда Кули и Боба Уиллса.
По мнению Стюарта Колмана, после первоначальной нерешительности, и поддавшись уговорам остальных музыкантов, Билл Хэйли согласился. Был заключен контракт с Дэйвом Миллером и его лейблом Holiday.
14 июня 1951 года группа собралась в радио-студии в Честере, и записала 2 песни: энергичную «Rocket 88» и кантри-балладу «Tearstains On My Heart», принадлежащую перу Билла Хэйли. Музыкантами на записи были: Билл Хэйли (вокал и ритм-гитара), Билли Вильямсон (стил-гитара), Джонни Гранде (пианино), Эл Рекс (контрабас), и, возможно, Данни Седроне (лидер-гитара), на тот момент участник группы The Esquire Boys.
На записи присутствует дополнительная звуковая вставка: шум приезжающей и уезжающей машины. Можно представить, как парень приехал на машине за своей девушкой, и, пока ждёт её, поёт эту песню. Это добавляет некоторую театральность.
Дэйв Миллер выпустил обе записи («Rocket 88» и «Tearstains On My Heart») на грампластинке на 78 и 45 об/мин в июле 1951 года. Его ожидания оправдались, когда продажи составили около 10000 экземпляров.

## Дополнительные факты
- В 1957 году, Литл Ричард записал песню «Good Golly Miss Molly», вступление которой почти нота в ноту повторяет начало «Rocket 88».

Oldsmobile 88 Coupe (Centropolis Laval '10).jpg Марка «Олдсмобиля» 1951 года
- У современного фортепьяно, которое звучит в этой песне, 88 клавиш.

## Комментарии
1. ↑  Расовая программа — программа чернокожего диск-жокея, проигрывала, как правило, музыку чернокожих музыкантов.